# Guillem el Mariscal
William Marshal, (1146 o 1147 – 14 maig 1219), conegut pel sobrenom de Guillem el Mariscal fou un soldat anglonormand que treballà al servei de cinc reis anglesos: Enric II, Enric el Jove, Ricard I, Joan I i Enric III. Es guanyà la reputació de ser un dels millors cavallers del seu temps i fou recompensat amb el títol de comte de Pembroke.

## Primers anys
El seu pare, John Marshal, fou un dels què donà suport a Esteve de Blois quan assumí el poder a Anglaterra el 1135, però vers el 1139 canvià de bàndol i lluità a favor de l'emperadriu Matilde en la guerra civil de successió que portà el país a l'anarquia.
Segons el seu biògraf, quan el rei Esteve assetjà el castell de Newbury (Berkshire) el 1152, utilitzà el jove Guillem com a ostatge per garantir que John Marshal mantindria la promesa de no atacar i rendir el castell. Tanmateix, el seu pare emprà el temps de treva per reforçar les defenses i per alertar l'exèrcit de Matilde. Quan Esteve manà a John que lliurés el castell immediatament o el noi seria penjat, John replicà dient que: «Encara tinc el martell i l'enclusa per forjar més i millors fills!» Després d'això, Esteve col·locà el noi en un trabuquet per fer veure que l'anava a llançar contra els murs del castell, però l'ardit no funcionà. Guillem romangué com a ostatge durant mesos i només fou alliberat quan s'acordà la pau a wallingford el 6 de novembre del 1153 que posà el punt final a la guerra.

## Cavaller errant
Com a fill menor d'un membre de la noblesa menor, Guillem heretaria terres i s'havia de buscar el seu mitjà de subsistència. Quan tenia uns dotze anys fou enviat a Normandia, al castell de Tancarville, per aprendre l'ofici de cavaller al servei de Gullem de Tancarville, un gran magnat i cosí de la seva mare. El seu aprenentatge probablement inclogué la lectura de la Bíblia en llatí i obres de la literatura francesa del moment que li inculcarien els conceptes de la cavalleria. També rebria lliçons pràctiques sobre política i la vida a la cort. Segons la seva biografia escrita al segle xiii, L'Histoire de Guillaume le Marechal, Guillem tingué enemics a Normandia que intrigaven contra ell, possiblement homes que se sentien amenaçats o gelosos per la relació de proximitat que tenia amb Tancarville pel fet de ser parent.
El 1166 fou nomenat cavaller i s'estrenà participant en la campanya militar de l'Alta Normandia, que havia estat envaïda pels flamencs. La seva primera experiència en el camp de batalla ha rebut comentaris diversos: en L'Histoire es diu que va tenir un bon comportament, però David Crouch considera que Guillem fallà en no ser capaç de treure'n profit en les victòries, ni obtingué botí ni demanà rescat. En L'Histoire es relata que el comte d'Essex, esperant l'acostumat tribut del seu cavaller després de la batalla, digué fent broma: « "Au, però què dieu Marshal? N'heu capturat cinquanta o seixanta...i així i tot no em voleu donar ni una mica!"»
El 1167 Guillem de Tancarville el prengué al seu servei per participar en el seu primer torneig. Després marxà a servir a casa del comte de Salisbury, Patrick, que era germà de la seva mare. El 1168 el seu oncle morí en una emboscada muntada per Guiu de Lusignan. Guillem en resultà ferit i fou capturat, però la reina Elionor, a la qual anaven escortant i que era l'objectiu de l'emboscada, pogué fugir. Algú, a casa del seu atacant, tingué pietat d'ell i li donaren benes per la ferida de la cama; d'aquesta manera se salvà d'haver mort per infecció. Temps després la reina Elionor li pagà el rescat i romangué al servei de la reina durant dos anys.

## Al servei del jove rei Enric
El 1170, Enric II el nomenà instructor d'armes d'Enric II el Jove. Durant la revolta del 1173-1174, no se'n sap gaire de la participació de Guillem llevat del fet que es mantingué lleial al jove. Quan la rebel·lió fou sufocada, viatjà durant divuit mesos amb Enric II, que els volia vigilar de prop. Passat aquest temps Enric el Jove i Guillem reberen permís per anar a Europa i participar en torneigs, activitat que els ocupà entre 1176 i 1182. Els torneigs eren perillosos, sovint se'n podia perdre la vida, però hi havia l'oportunitat de guanyar diners, el premi per vèncer de vegades incloïa el cavall i l'armadura del vençut. Guillem Marshal esdevingué un campió llegendari, en la seva vellesa recordava haver embestit contra 500 cavallers.
A finals del 1182, Marshal fou acusat d'haver tingut un embolic amb l'esposa del seu senyor, Margarida. L'historiador Thomas Asbridge creu que, si bé això podria haver estat una mentida fabricada pels seus enemics polítics, no hi ha manera d'esbrinar si l'acusació tenia fonament o no. David Crouch ha suggerit que potser en realitat l'acusació va ser de lesa majestat, a causa de la seva arrogància i que el càrrec d'adulteri és un afegit posterior per distreure l'atenció de la veritable acusació de la qual és més probable que en fou culpable. Veritat o no, el cert és que a començaments del 1183 Guillem Marshal deixà d'estar al servei d'Enric el Jove.
El jove Enric declarà la guerra al seu germà, Ricard Cor de Lleó, el gener del 1183, i Enric II donà suport a Ricard. Pel maig, Guillem Marshal fou absolt de tots els carrecs contra el jove Enric i tornà al seu servei. Tanmateix, el jove Enric es posà malalt a finals de maig i morí el juny del 1183. Estant al llit, abans de morir, Enric li demanà que complís en nom seu el jurament que havia fet el 1182 d'anar a les croades. Guillem obtingué el permís d'Enric II i marxà cap a Terra Santa a finals del 1183. No se' sap res de la seva participació en les croades, llevat que estigué allà durant dos anus i que feu amistat amb els cavallers del Temple.

## Favorit del rei

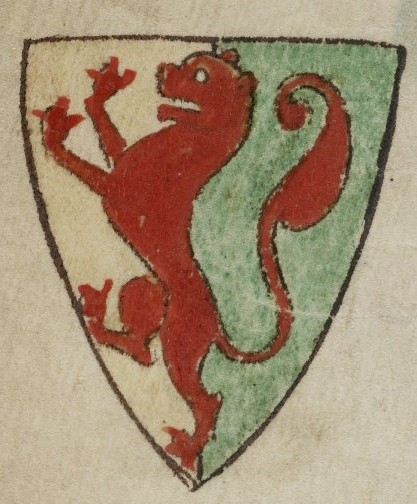
Dibuix de l'escut d'armes de Pembroke, segons Mateu de París

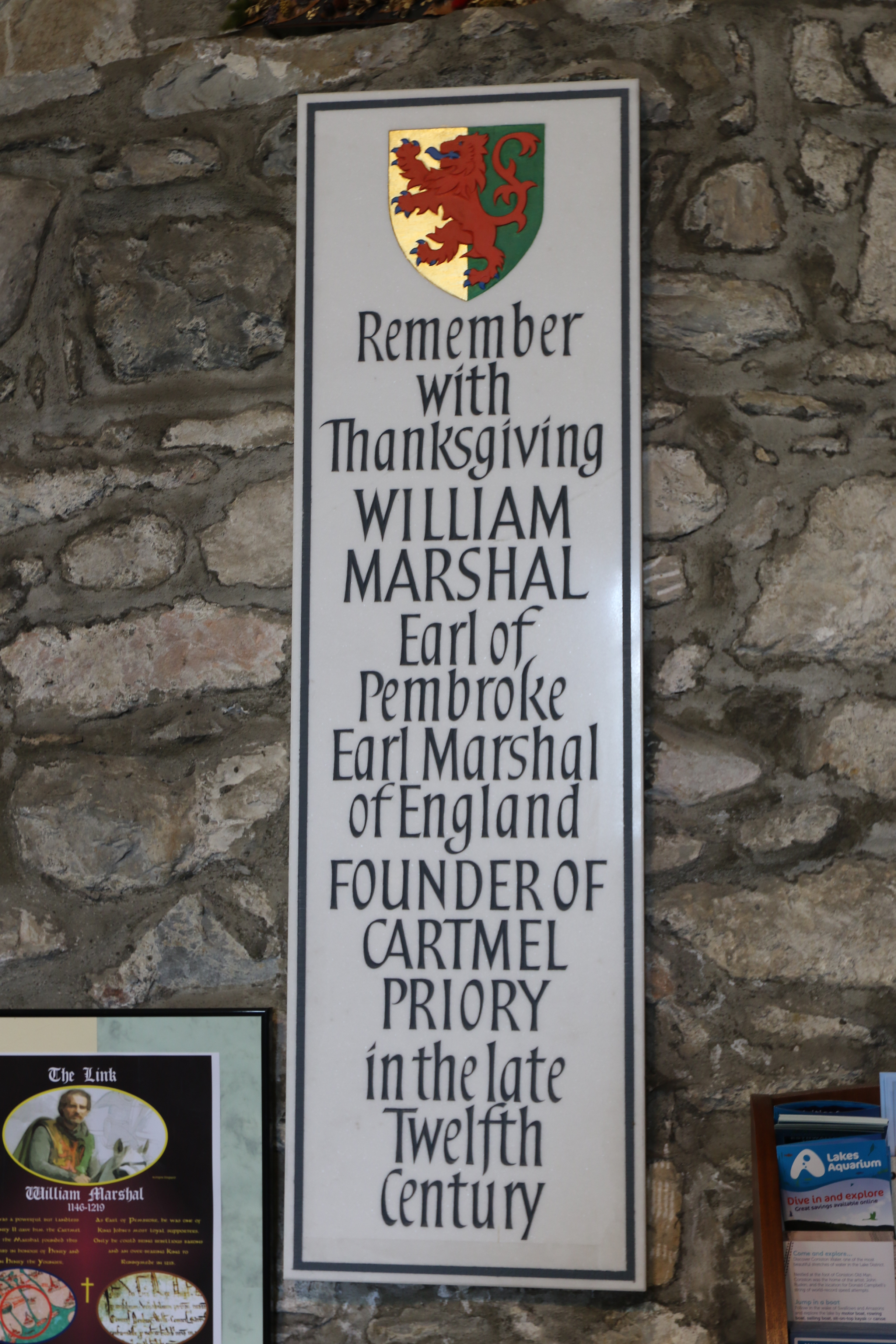
Pedra commemorativa dedicada a Guillem Marshal, en el priorat de Cartmel (Cúmbria)

Quan tornà de Terra Santa a finals del 1185 o començaments del 1186, Guillem s'uní a la cort d'Enric II, i en fou el seu capità, malgrat les dificultats perquè passava el rei en aquells anys. Recuperar la confiança reial fou gairebé immediat. El rei donà a Guillem una gran finca anomenada Cartmel, a Cúmbria, i li encomanà la custòdia d'Heloise, l'hereva de la baronia del nord de Lancaster. El 1188 davant l'intent de Philip II per apoderar-se de la regió de Berry, Enric II el crida al seu costat. Es conserva la carta amb què Guillem respongué a la crida, la qual inclou algun comentari sarcàstic queixant-se per no haver estat degudament recompensat pels seus serveis. Llavors el rei li prometé el matrimoni i les terres de Dionisia, senyora de Châteauroux, a Berry. Durant la campanya el rei i el seu fill Ricard, comte de Poitou, foren ferits. Després d'això Ricard s'alià amb el rei francès contra el seu pare. El 1189, mentre protegia la marxa d'Enric II des de Le Mans a Chinon, Guillem tombà del cavall a Ricard i matà l'animal per fer-li veure que podria haver-lo matat a ell. Es deia que va ser l'únic home capaç de fer desmuntar Ricard. En reconeixement de haver-li salvat la vida, Guillem Marshal fou benvingut a la cort quan Enric II morí i el va succeir Ricard. Aquest rei el valorava com a cavaller hàbil i lleial i per haver participat en les croades.
Durant els darrers dies de vida del rei vell, li havia promès el matrimoni amb Isabel de Clare, però no havia efectuat els arranjaments, cosa que si feu Ricard. L'agost del 1189, a l'edat de 43, es casà amb la filla de Richard de Clare, de 17 anys. El pare de la núvia havia estat comte de Pembroke, tenia terres i optava a ser l'hereu de diverses possessions a Anglaterra, Gal·les, Normandia i Irlanda, tanmateix, fou exclòs de la línia hereditària d'algunes d'aquestes terres en l'acord matrimonial. Guillem Marshal no obtingué Pembroke ni el títol que el seu sogre havia tingut fins al 1199, perquè havia passat a la corona el 1154. Això no obstant, amb el matrimoni passà de ser un cavaller sense terres a ser un dels homes més rics del reialme. Tingueren cinc fills i cinc filles i molts descendents. Guillem efectuà nombroses millores en les terres de la seva esposa, incloent ampliacions en el castell de Pembroke i el de Chepstow.
Guillem fou un dels designats per formar part del consell de regència mentre el rei Ricard marxava a la Tercera Croada el 1190. Es posicionà a favor de Joan, el germà de Ricard, quan aquest expulsà William Longchamp del reialme, però poc després descobrí que els interessos de Joan eren diferents dels de Ricard. Per tant, el 1193 s'uní als que s'alçaren en armes contra ell. A la primavera del 1194, durant les hostilitats a Anglaterra i abans del retorn de Ricard, el germà gran de Guillem, John Marshal (que treballava com a senescal) morí defensant el castell de Marlborough de l'atac de Joan. Ricard permeté que Guillem succeís el seu germà en el títol de mariscal. Guillem serví al rei en les seves guerres a Normandia contra el rei Felip II. Abans de morir, Ricard, el nomenà custodi de Rouen i del tresor reial durant l'interregne.

## LaMagna Carta

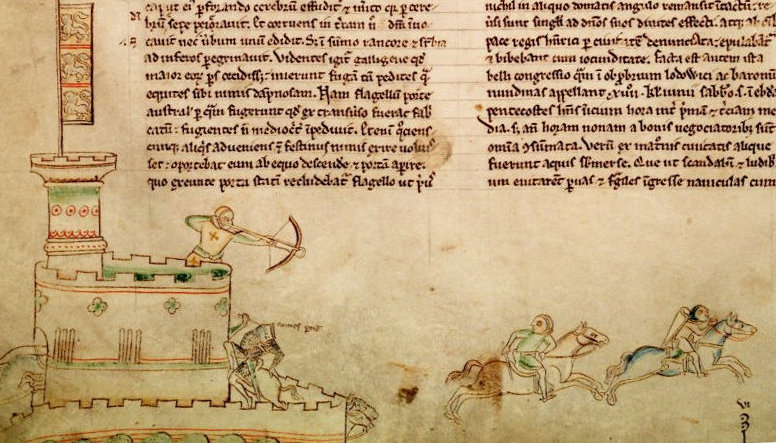
Dibuix del que il·lustra el relat de la segona baltalla de Lincoln (20 de maig del 1217) i la mort de Thomas, comte de la Perche.

Quan Joan esdevingué rei el 1199, Guillem li feu costat defensant-lo amb paraules de tots aquells que proposaven donar la successió a Artur I de Bretanya, fill del seu germà gran, Geoffroi. Guillem estigué molt enfeinat amb la defensa de Normandia contra la creixent pressió de l'exèrcit dels Capet durant els anys 1200 i 1203. Salpà amb el rei Joan quan abandonà el ducat el desembre del 1203. El rei s'enutjà amb ell quan tornà de Normandia on havia estat enviat amb el comte de Leicester com a ambaixadors per negociar la treva amb el rei francès perquè havia aprofitat l'oportunitat per negociar la continuació de les possessions de la seva esposa.
Abans de començar les negociacions amb el rei Felip II, Guillem li presentà vassallatge com havia fer amb el rei Joan, per tal d'assegurar les possessions particulars a Normandy. Però quan les negociacions s'iniciaren oficialment, Felip li exigí que el vassallatge només se'l devia a ell, a la qual cosa el rei Joan no consentí. De tota manera Guillem li reté vassallatge, Joan s'ofengué i la disputa portà a un refredament en les relacions entre ambdós homes. L'enuig del rei era tan gran que, tement per la seva vida, s'alià amb uns magnats irlandesos contra ell. Encara que poc després Guillem recapacità, abandonà l'alçament i tornà a la seva llar de Leinster, Guillem fou criat a la cort i humiliat la tardor del 1208, mentre que el justícia de Joan a Irlanda, Meilyr Fitzhenry envaïa les seves terres i cremava la vila de New Ross.
Després que les tropes de la comtessa Isabel derrotaren les de Meilyr, es permeté que tornés amb la seva esposa. En la guerra dels barons contra el rei Joan, tornà a posar-se en perill contra el rei per donar suport a les famílies Braose i Lacy el 1210, però sobrevisqué al conflicte. L'any 1213 estigué a Irlanda, mentre es construïa el castell de Carlow i esperava recuperar l'honor perdut. Malgrat les diferències, el rei Joan li permeté tornar a la cort i Guillem li fou fidel fins que el15 de juny del 1215 a Runnymede tot semblava resolt amb la creació de la Magna Carta. La signatura del rei, però no fou sincera i esclatà la guerra. Guillem fou un dels pocs barons que hi romangué fidel i quan Joan anava a morir li confià l'entronament del seu fill de nou anys. Fou Guillem qui s'encarregà d'organitzar el funeral del rei en la catedral de Worcester.
L'11 de novembre del 1216, a Gloucester, Guillem Marshal fou nomenat pel conseller reial, protector i regent d'Enric III d'Anglaterra. Malgrat la seva edat, ja tenia uns 70, tornà a la guerra contra el príncep Lluís i els barons rebels amb destacada energia. En la batalla de Lincoln anà al capdavant de l'exèrcit i fou victoriós. Estava preparant muntar assetjar Louis que estava a Londres, quan la guerra acabà mitjançant una victòria naval aconseguida per Hubert de Burgh davant de la costa de Sandwich.
Guillem fou criticat per la clemència envers els rebels quan s'estipularen els termes de la pau el setembre del 1217. El seny, la moderació i complir amb els compromisos foren els punts clau de la política de Guillem Marshal, per tal d'assegurar la pau i l'estabilitat en els territoris del seu jove protegit. Després de la pau del 1217 ratificà la Magna Carta, en la qual ja constava originàriament la seva signatura com un dels barons que en foren testimonis.

## Mort i llegat

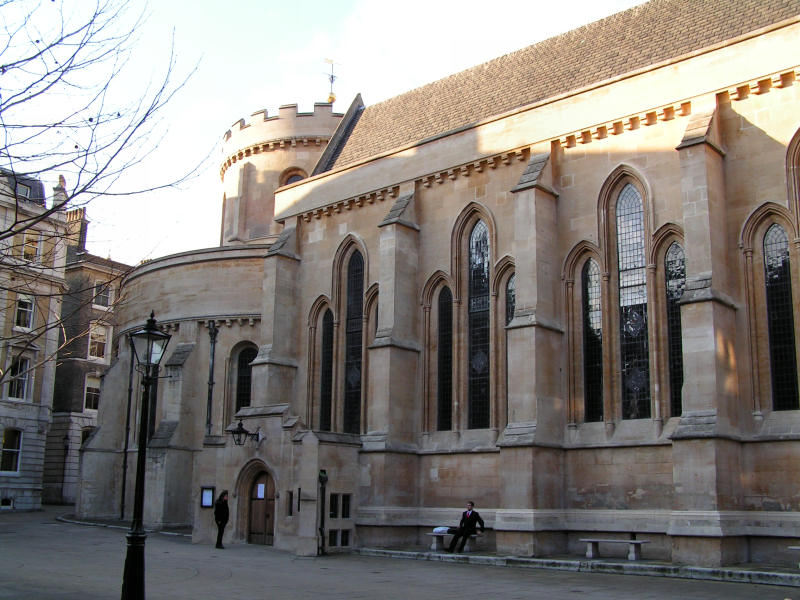
Guillem Marshal fou enterrat a l'Església del Temple, de Londres.

A començaments del 1219 començà a tenir problemes de salut i pel març, notant que s'estava morint, feu convocà el seu primogènit i els seus cavallers que l'acompanyaren en el seu viatge des de la Torre de Londres fins al seu castell de Caversham (Berkshire), on es reuní amb els barons del reialme, Enric III, el legat papal Pandulf Verraccio, el justícia reial (Hubert de Burgh), i Peter des Roches, que era bisbe de Winchester i conseller del rei. Guillem rebutjà la proposat del bisbe de substituir-lo com a regent i confià aquesta tasca al legat papal; decisió que fa pensar que no confiava prou ni en els barons ni en el bisbe. En compliment del seu vot fer en Terra Santa es posà la roba de templer esperant el moment de la seva mort, que es produí el 14 de maig del 1219 a Caversham. For sepultat en l'església del Temple, a Londres, on encara es conserva la tomba.